# Герасимчук Валерій Назарович
Вале́рій Наза́рович Герасимчук (нар. 20 квітня 1956, с. Денихівка, Тетіївський (нині Білоцерківський) район, Київська область) – український поет, прозаїк, драматург. Член Національної спілки письменників України (1987). Заслужений діяч мистецтв України (2006).

## Життєпис
Народився у простій селянській родині Агафії Потапівни і Назара Прокоповича Герасимчуків, середню освіту здобув у Денихівській середній школі. У 1973–1978 рр. навчався на українському відділенні філологічного факультету Львівського державного університету ім. Івана Франка. Поряд із університетською освітою закінчив клас бандури у відомого львівського композитора й викладача Володимира Івановича Листопада, якому згодом присвятив вірш «Бандура». Від 1978 до 1980 р. викладав рідну мову та літературу у своїй рідній Денихівській школі, а потім упродовж шести років завідував сільськогосподарським відділом районної газети (м. Тетіїв).
Від 1987 р. його службова діяльність (з перервами) пов’язана зі Спілкою письменників України (пізніше НСПУ): у 2003–2004 рр. працював старшим методистом Будинку письменників, у 2005–2006 рр. був секретарем Ради НСПУ по роботі з обласними організаціями, а у 2007–2012 обіймав посаду директора Будинку письменників України. Від 2015 р. працював заступником голови Київської організації, а потім кілька років очолював дирекцію управління майном НСПУ. Обирався членом президії й правління НСПУ, нині входить до складу правління Київської організації.
Заслуги В. Герасимчука в літературній та громадській діяльності відзначені почесним званням «Заслужений діяч мистецтв України» (2006), медаллю НСПУ «Почесна відзнака» (2016), численними грамотами та подяками київського міського голови (2006, 2016, 2019, 2021). Він є лауреатом літературної премії імені Василя Фольварочного в номінації «Драматургія» (2025).

## Літературна творчість
Перші проби літературного пера припадають ще на шкільні та студентські роки. Вірші й літературознавчі статті початківця були оприлюднені на сторінках регіональної періодики, молодіжного часопису «Гарт», а також журналів «Вітчизна» і «Дніпро» (у червні 1978 р. цей часопис надрукував частину його дипломної роботи про поета-воїна Володимира Булаєнка). Перша збірка поетичних творів В. Герасимчука під назвою «Калинова сопілка» вийшла у видавництві «Молодь» (1984). Тоді, даючи молодому поету рекомендацію для вступу до Спілки письменників України, Іван Драч написав: «Калинова сопілка» – єдина книжка цього обдарованого поета родом із моєї Тетіївщини. З глибини фольклору, з вогню сучасності, з поклику рідних джерел росте його оригінальний, неутертий і несилуваний голос, може, чимсь близький до голосу незабутнього Василя Симоненка. Маю тверду переконаність в тому, що Валерій Герасимчук багато ще доброго зробить для рідної літератури, і тому від щирого серця рекомендую його прийняти до Спілки письменників України. 4.02.85. Іван Драч».
Відтоді письменник багато працює в літературних жанрах поезії, прози, драматургії, літературної критики. У його доробку виразно переважають драматичні твори (понад 30 поетичних і прозових п’єс), які неодноразово друкувалися в журналах «Вітчизна», «Дніпро», «Київ», «Дзвін», «Вежа», колективних збірниках, газетах «Літературна Україна» й «Українська літературна газета», звучали на Українському радіо, ставилися на театральних сценах України (Львів, Тернопіль), Канади (Торонто), демонструвалися у Польщі і США. Серед драматичних творів письменника:
поетичні драми – «Шумери», «Розп’яття», «Козак з Лугу, або Крик сови», «Клятва» (про знищення у 1775 році Запорозької Січі), «Язичники»;
драми із циклу «П’єси про великих» – «Андрей Шептицький» (поетична), «Поет і король, або Кончина Мольєра», «Цикута для Сократа», «Трагедія Нобеля і драма Хемінгуея», «Окови для Чехова», «Помилка Сервантеса», «Приборкування… Шекспіра!», «Кохані Бетховена і коханки Паганіні», «В облозі саламандр» (про Чапека), «Душа в огні» (про Довженка);
драми з біографічного роману у п’єсах «Репін український» – «Паризьке кафе», «Хресний хід», «Портрет Мусоргського», «Портрет Стасова», «Вечорниці», «Запорожці» (первісна назва «Репін і Яворницький»), «Чорноморська вольниця», «Гайдамаки, або Освячення ножів», «Гопак», «Портрет Званцевої»;
комедії – «Ангел-хранитель», «Амазонки» (поетична), «Азартні ігри» та ін.
У числі біографічних творів драматурга особливо вирізняється роман у п’єсах «Репін український», який був написаний на основі фундаментальних досліджень відомих мистецтвознавців та біографів Іллі Юхимовича Репіна, а також спогадів про великого українського художника, його власних мемуарів і листування із друзями. Відомий поет, прозаїк і драматург, заслужений діяч мистецтв України Василь Фольварочний назвав цей твір «новим вагомим словом не лише в сучасній драматургії, а й у літературі взагалі» («Літературна Україна», 29 грудня 2016 р.).
Високу оцінку творчості В. Герасимчука дав також поет, прозаїк і літературознавець Петро Сорока:
«Є книги як маленьке диво для очей і серця. Така «Плач скрипок» Валерія Герасимчука. Є у цій збірці віршована моновистава «Розп’яття» – неймовірної сили мистецька річ про Христа, може, кращий біблійний твір про Спасителя у сучасній українській літературі, є роздуми про мистецтво слова, вже добре знані читачам, і, головне, – є драма «Репін і Яворницький» [«Запорожці»], якій митець віддав чи не три десятиліття творчих пошуків і праці. Якось Валерій зізнався, що ця драма – то його «гордість і радість». Хочеться вірити, що вона стане гордістю і славою української літератури. Читаючи її, надихався потужним епічним розмахом і класичною простотою, а коли перегорнув останню сторінку, то перед внутрішнім зором вона постала чомусь у вигляді скульптури Родена – бездоганна за виконанням і незглибима за змістом.
Безперечно, з тих п’єс про великих, що їх створив В. Герасимчук, вона найбільш цільна, глибока і викінчена. Писати про великих має право тільки той, хто сам відчуває у серці величезну незнищенність духу. Валерій заслужив це право і силою світлого і рідкісного таланту, і стилем подвижницького життя, жертовно відданого літературі» (журнал «Дзвін», 2013 р., №9).
Перу В. Герасимчука належать і прозові твори: оповідання, повість «Притон» та ін. Літературознавчі студії письменника оприлюднені в його книзі есеїв «Оббиті пелюстки», де він висловлює свої думки з приводу літературної творчості від давнини до сьогодення. Останніми роками плідно працює в галузі літературної критики. 

## Літературні видання
- Калинова сопілка : поезії. Київ : Молодь, 1984. 56 с.
- Віки : поезії. Київ : Радянський письменник, 1990. 48 с.
- Сповідь : поезія, драматургія, проза. Київ : Радянський письменник, 1991. 414 с.
- П’єси про великих. Київ : Вид-во імені Олени Теліги, 2003. 272 с.
- Оббиті пелюстки : думки про літературу. Тернопіль : ТзОВ «Терно-граф», 2007. 128 с.
- Азартні ігри : комедії. Київ : КП «Редакція журналу «Дніпро», 2008. 128 с.
- Оббиті пелюстки : думки про літературу. Київ : Український письменник, 2009. – 96 с.
- Плач скрипок : поезія, драматургія, проза. Київ : ПАТ «Віпол», 2012. 112 с.
- Gry Hazardowe : комедія «Азартні ігри» (в перекладі польською). Warszawa-Rzeszów : AD OCULOS, 2012. 92 с.
- Репін і Яворницький : драма. Київ : ПАТ «Віпол», 2013. – 96 с.
- Ти намагався врятувати світ : сторінки з літературної автобіографії. Київ : Український письменник, 2017. 240 с.
- Репін : біографічний роман у п’єсах. Київ : Український письменник, 2018. 560 с.
- Репін український : біографічний роман у п’єсах. Харків : Майдан, 2022. 448 с.
- Язичники : драма. Харків : Майдан, 2025. 104 с.